# Hans Georg von Beerfelde
Hans-Georg von Beerfelde (* 12. August 1877 Sommerfeld; † 25. September 1960 in West-Berlin) war ein deutscher Hauptmann, während der Novemberrevolution kurze Zeit zweiter Vorsitzender des Vollzugsrat des Arbeiter- und Soldatenrates Groß-Berlin und pazifistischer Publizist.

## Leben
Er stammte aus der Adelsfamilie von Beerfelde und wurde in der preußischen Kadettenanstalt erzogen. Im Jahr 1897 wurde er Leutnant im Kaiser Alexander-Garde-Grenadier-Regiment Nr. 11. Im Frühjahr 1914 nahm er seinen Abschied und sondierte bei Johannes Müller in Sachen hauptberuflicher Mitarbeit in Mainberg und später in Elmau. Er zählte zu dessen eifrigsten Berliner Bewunderern und beteiligte sich an der Organisation seiner Vorträge. Bei Kriegsbeginn meldete er sich freiwillig. Er war bis August 1916 Kompaniechef, dann Bataillonskommandeur an der Westfront. Ab 1917 diente er im Rang eines Hauptmanns in der Zentralabteilung des Generalstabes des Feldheeres in Berlin und als Corps-Adjutant an der Ostfront, schließlich ab Juli 1917 in der politischen Abteilung des großen Generalstabs in Berlin. In ihrer Autobiographie schildert Charlotte von Mahlsdorf, literarisch stilisiert, eine direkte Eskalation zwischen von Beerfelde, ihrem entfernten Onkel, und dem Kaiser, Wilhelm II., bei der Beerfelde die deutsche Kriegführung als "Mord" bezeichnete, was ihm als "Desertion" ausgelegt worden sei.
Im Laufe des Krieges war bei ihm immer stärker eine pazifistische Überzeugung gewachsen. Bereits in dieser Zeit versuchte er die deutsche Kriegsschuld nachzuweisen und strebte eine Bestrafung der Schuldigen an. Er wurde Mitglied im Bund Neues Vaterland und kam in Kontakt mit der USPD. Er veröffentlichte die Lichnowski-Denkschrift (benannt nach Karl Max von Lichnowsky), wurde verhaftet aber in einem Kriegsgerichtsprozess freigesprochen. Er unterstützte die Januarstreiks von 1918. Wegen seiner politischen Tätigkeit wurde er erneut verhaftet und wegen Landesverrats verurteilt. Durch den Ausbruch der Novemberrevolution kam er frei.
1922 kommt es zum Bruch mit Johannes Müller, der ihn wissen ließ, dass ein Besuch in Elmau undenkbar sei, weil den Gästen des Schlosses niemand zugemutet werden könne, der als Evangelist der Schuld Deutschlands auftritt und mit aller Kraft die Lügengrundlagen des Justizverbrechens von Versailles zu befestigen suche.
Er war als Soldatenrat kurzzeitig Mitvorsitzender des Vollzugsrats, musste den Posten aber wegen Konflikten mit den Mehrheitssozialdemokraten (MSPD) wieder aufgeben. Später war er aktiv in der Liga für Menschenrechte tätig, war Vortragsredner, Publizist und beteiligte sich an der Klärung der Kriegsursachen. Nachdem er 1933 mehrfach verhaftet worden war, ging er in die Emigration.

## Privates
Beerfelde war zweimal verheiratet. Der Pate seines ersten Kindes, Leutnant Siegfried von Beerfelde (1915–1941), wurde 1915 Johannes Müller.